# Дереволаз-червонодзьоб паранський
Дереволаз-червонодзьоб паранський (Hylexetastes brigidai) — вид горобцеподібних птахів родини горнерових (Furnariidae). Ендемік Бразилії. Раніше вважався конспецифічним зі східним дереволазом-червонодзьобом.

## Поширення і екологія
Паранські дереволази-червонодзьоби мешкають на південному сході Бразильської Амазонії, на півдні штату Пара, від Шінгу на схід до Токантінса і Арагуаї. Вони живуть у вологих рівнинних тропічних лісах. Зустрічаються на висоті до 500 м над рівнем моря.